# 라이벨리드 레이디
《라이벨리드 레이디》(Libeled Lady)는 미국에서 제작된 잭 콘웨이 감독의 1936년 코미디, 멜로/로맨스 영화이다. 진 할로우 등이 주연으로 출연하였고 로렌스 웨인가튼 등이 제작에 참여하였다. 파월과 로이가 팀을 이룬 14개 영화 가운데 5번째 영화이다.
라이벨리드 레이디는 아카데미 작품상 부문에 후보로 지명되었다. 이 영화는 1946년 이지 투 웨드로 리메이크되었다.

## 출연

### 주연
- 진 할로우 - Gladys Benton 역
- 윌리엄 파월 - Bill Chandler 역

### 조연
- 마이어나 로이 - Connie Allenbury 역
- 스펜서 트레이시 - Warren Haggerty 역
- 월터 코놀리 - James B. Allenbury 역
- 찰리 그레이프
- 코라 위더스푼
- E. E. 클리브
- 찰스 트로우브릿지
- 스펜서 차터스
- 조지 챈들러
- 윌리엄 베네딕트
- 윌리엄 뉴웰

## 기타
- 의상: 돌리 트리